# II koncert fortepianowy (KV 39)
II Koncert fortepianowy B-dur (KV 39) − dzieło skomponowane przez jedenastoletniego W.A. Mozarta. Skomponowane w czerwcu 1767 roku w Salzburgu.
Jest to jeden z młodzieńczych koncertów Mozarta, stworzonych na podstawie sonat innych kompozytorów, część pierwsza i trzecia według sonaty Hermanna Raupacha, część druga według sonaty Johanna Schoberta. Koncert skomponowany został na instrument klawiszowy, dwa oboje, dwa rogi i sekcję smyczkową.

## Części koncertu
1. Allegro spirituoso (około 5 minut)
2. Andante (około 4 minut)
3. Molto allegro (około 6 minut)